# Kuusema
Kuusema (en carélien : Kuušimua, en finnois : Kuusema, en russe : Кузе́ма, Kuzema) est une municipalité rurale du raïon de Kem en république de Carélie.

## Géographie
Kuusema est située est situé à l'embouchure du fleuve Kuusema, qui se jette dans la mer Blanche, à 45 kilomètres au nord de Kem.
La municipalité de Kuusema a une superficie de 7 739 km2.
Kuusema est bordé au sud par les communes de Papinsaari, Kem et Vääräkoski du raïon de Kem, à l'ouest par Jyskyjärvi du raïon de Kalevala et au nord-ouest par Ambarnyi du raïon de Louhi et par la mer Blanche à l'Est.
Kuusema compte 53,8 % de superficie forestière, 40,6 % de plans d'eau, 5,1 % de réserve naturelle et 1,1 % de terres agricoles.

## Démographie
Recensements (*) ou estimations de la population
| 2009 | 2010 | 2013 | - |
| ---- | ---- | ---- | - |
| 477  | 341  | 325  | - |